# Lycaeides acreon
Lycaeides acreon är en fjärilsart som beskrevs av Fabricius 1787. Lycaeides acreon ingår i släktet Lycaeides och familjen juvelvingar. Inga underarter finns listade i Catalogue of Life.